# ハンス・エノクセン
ハンス・エノクセン（グリーンランド語: Hans Enoksen、1956年8月7日 - ）は、グリーンランドの政治家。2002年から2009年にかけ、同地域の首相（第4代）を務めた。
ケカッタ自治体の人口100人ほどの村、イティレックに生まれた。グリーンランド語しか喋らない。1995年からグリーンランド議会議員を務めている。2001年に漁労・狩猟・居住大臣と進歩党党首に就任した。
彼は2002年12月14日に首相に選出された。彼の政党の得票率は28%と、1999年の前回選挙より7%落ちたが勝利には十分な数であった。この選挙後、進歩党は左翼政党であるイヌイット友愛党と連立を組んだ。連立内ではデンマークとの約定をどう転換させてゆくか、アメリカ合衆国はチューレ空軍基地の租借料をグリーンランドにいくら支払うべきかなどが話し合われた。2009年の総選挙でイヌイット友愛党は43%獲得したが、進歩党は26%しか獲得できなかった。この結果を受け、エノクセンは党首を引責辞任した。
2014年1月、進歩党から離党し、同党に所属していた他2議員と共に新党（ナレラク党）を結成した。